# الحزب الاشتراكي الأصيل (السنغال)
الحزب الاشتراكي الأصيل (بالفرنسية: Parti socialiste authentique)‏ هو حزب سياسي في السنغال. أسس الحزب سوتي توري، عمدة تامباكوندا الحالي ووزير سابق في الحكومة في عهد عبدو ضيوف. ولا تزال قاعدة الحزب في جنوب شرق منطقة تامباكوندا.

## التاريخ
في انتخابات 2007 حصل الحزب على 1.5٪ من الأصوات وفاز بمقعد واحد في الجمعية الوطنية.  في انتخابات عام 2012، حصل الحزب على 0.5٪ فقط من الأصوات وخسر مقعده الوحيد. 